# Okręg wyborczy województwo gdańskie do Senatu Rzeczypospolitej Polskiej
Okręg wyborczy województwo gdańskie do Senatu Rzeczypospolitej Polskiej obejmował w latach 1989–2001 obszar województwa gdańskiego. Wybierano w nim 2 senatorów, przy czym w latach 1989–1991 obowiązywała zasada większości bezwzględnej, zaś w latach 1991–2001 większości względnej.
Powstał w 1989 wraz z przywróceniem instytucji Senatu. Zniesiony został w 2001, na jego obszarze utworzono nowe okręgi nr 24 i 25.
Siedzibą okręgowej komisji wyborczej był Gdańsk.

## Reprezentanci okręgu
| Rok  | Senator komitet wyborczy                                                 | Senator komitet wyborczy                                              | Senator komitet wyborczy                     | Senator komitet wyborczy                           |
| ---- | ------------------------------------------------------------------------ | --------------------------------------------------------------------- | -------------------------------------------- | -------------------------------------------------- |
| 1989 |                                                                          | Bogdan Lis                                                            |                                              | Lech Kaczyński                                     |
| 1991 |                                                                          | Alina Pienkowska Niezależny Samorządny Związek Zawodowy „Solidarność” |                                              | Józef Borzyszkowski Zrzeszenie Kaszubsko-Pomorskie |
| 1993 | Leszek Lackorzyński Niezależny Samorządny Związek Zawodowy „Solidarność” |                                                                       | Wanda Kustrzeba Sojusz Lewicy Demokratycznej |                                                    |
| 1997 | Edmund Wittbrodt Akcja Wyborcza Solidarność                              |                                                                       | Donald Tusk Unia Wolności                    |                                                    |
| 2001 | okręg zniesiony, patrz okręgi nr 24 i 25                                 | okręg zniesiony, patrz okręgi nr 24 i 25                              | okręg zniesiony, patrz okręgi nr 24 i 25     | okręg zniesiony, patrz okręgi nr 24 i 25           |

## Wyniki wyborów
Symbolem „●” oznaczono senatorów ubiegających się o reelekcję.

### Wybory parlamentarne 1989
| Kandydat                                                          | Głosów  | %     |
| ----------------------------------------------------------------- | ------- | ----- |
| Bogdan Lis                                                        | 459 085 | 73,43 |
| Lech Kaczyński                                                    | 423 640 | 67,76 |
| Jerzy Kołodziejski                                                | 107 004 | 17,12 |
| Jerzy Jędykiewicz                                                 | 101 260 | 16,20 |
| Jerzy Budzisz                                                     | 34 082  | 5,45  |
| Józef Mik                                                         | 24 626  | 3,94  |
| Liczba głosów ważnych: 625 199 Źródło: Państwowa Komisja Wyborcza |         |       |

### Wybory parlamentarne 1991
| Kandydat                                              | Kandydat            | Komitet wyborczy                                     | Głosów  |
| ----------------------------------------------------- | ------------------- | ---------------------------------------------------- | ------- |
|                                                       | Alina Pienkowska    | Niezależny Samorządny Związek Zawodowy „Solidarność” | 207 155 |
|                                                       | Józef Borzyszkowski | Zrzeszenie Kaszubsko-Pomorskie                       | 155 694 |
|                                                       | Robert Głębocki     | Kongres Liberalno-Demokratyczny                      | 114 552 |
|                                                       | Mariusz Żydowo      | Unia Demokratyczna                                   | 86 307  |
|                                                       | Marian Szatybełko   | Wyborcza Akcja Katolicka                             | 83 603  |
|                                                       | Edwin Rozenkranz    | Wyborcza Akcja Katolicka                             | 70 047  |
|                                                       | Łukasz Barć         | Konfederacja Polski Niepodległej                     | 67 824  |
|                                                       | Stanisław Kosznik   | Sojusz Lewicy Demokratycznej                         | 50 457  |
|                                                       | Józef Raszewski     | Konfederacja Polski Niepodległej                     | 48 927  |
|                                                       | Zbigniew Wróbel     | Sojusz Lewicy Demokratycznej                         | 47 951  |
| Frekwencja: 50,07% Źródło: Państwowa Komisja Wyborcza |                     |                                                      |         |

### Wybory parlamentarne 1993
| Kandydat                                              | Kandydat            | Komitet wyborczy                                     | Głosów  |
| ----------------------------------------------------- | ------------------- | ---------------------------------------------------- | ------- |
|                                                       | Leszek Lackorzyński | Niezależny Samorządny Związek Zawodowy „Solidarność” | 120 320 |
|                                                       | Wanda Kustrzeba     | Sojusz Lewicy Demokratycznej                         | 97 120  |
|                                                       | Antoni Fac          | Unia Pracy                                           | 91 328  |
|                                                       | Robert Głębocki     | Kongres Liberalno-Demokratyczny                      | 79 765  |
|                                                       | Edmund Wittbrodt    | Zrzeszenie Kaszubsko-Pomorskie                       | 75 038  |
|                                                       | Józef Lisowski      | Bezpartyjny Blok Wspierania Reform                   | 74 069  |
|                                                       | Grzegorz Karziewicz | Unia Demokratyczna                                   | 72 139  |
|                                                       | Maria Hrabowska     | KW „Służba Dziecku” w Gdańsku                        | 65 979  |
|                                                       | Henryk Szarmach     | Polskie Stronnictwo Ludowe                           | 60 521  |
|                                                       | Zdzisław Kościelak  | Unia Polityki Realnej                                | 59 106  |
|                                                       | Łukasz Barć         | Konfederacja Polski Niepodległej                     | 59 103  |
|                                                       | Grzegorz Grzelak    | Katolicki Komitet Wyborczy „Ojczyzna”                | 55 686  |
|                                                       | Jerzy Zaleski       | Bezpartyjny Blok Wspierania Reform                   | 50 017  |
|                                                       | Zbigniew Sulatycki  | Katolicki Komitet Wyborczy „Ojczyzna”                | 41 250  |
|                                                       | Stanisław Mrówka    | Stronnictwo Demokratyczne                            | 15 979  |
| Frekwencja: 55,61% Źródło: Państwowa Komisja Wyborcza |                     |                                                      |         |

### Wybory parlamentarne 1997
| Kandydat                                              | Kandydat               | Komitet wyborczy                             | Głosów  |
| ----------------------------------------------------- | ---------------------- | -------------------------------------------- | ------- |
|                                                       | Edmund Wittbrodt       | Akcja Wyborcza Solidarność                   | 295 823 |
|                                                       | Donald Tusk            | Unia Wolności                                | 221 343 |
|                                                       | Wanda Kustrzeba●       | Sojusz Lewicy Demokratycznej                 | 115 851 |
|                                                       | Czesław Nowak          | Ruch Odbudowy Polski                         | 109 214 |
|                                                       | Ryszard Zagłoba        | Sojusz Lewicy Demokratycznej                 | 100 246 |
|                                                       | Leszek Lackorzyński●   | KW na Rzecz Reelekcji Leszka Lackorzyńskiego | 67 257  |
|                                                       | Małgorzata Marchlewska | Unia Prawicy Rzeczypospolitej                | 49 763  |
|                                                       | Franciszek Makurat     | Blok dla Polski                              | 34 753  |
|                                                       | Edward Budzyń          | Krajowa Partia Emerytów i Rencistów          | 27 605  |
|                                                       | Ireneusz Włochyń       | Polskie Stronnictwo Ludowe                   | 26 496  |
| Frekwencja: 55,00% Źródło: Państwowa Komisja Wyborcza |                        |                                              |         |